# 스웹트 어웨이
《스웹트 어웨이》(영어: Swept Away)는 영국에서 제작된 가이 리치 감독의 2002년 모험 로맨틱 코미디 영화이다. 1974년 영화 《귀부인과 승무원》의 리메이크 작품이다. 마돈나, 아드리아노 잔니니, 브루스 그린우드, 진 트리플혼, 엘리자베스 뱅크스 등이 출연하였고, 매슈 본 등이 제작에 참여하였다.

## 출연
- 마돈나
- 아드리아노 잔니니
- 브루스 그린우드
- 진 트리플혼
- 엘리자베스 뱅크스
- 마이클 베이티
- 데이비드 손턴
- 요르고 보야지스